# Роккаразо
Роккаразо (італ. Roccaraso) — муніципалітет в Італії, у регіоні Абруццо,  провінція Л'Аквіла.
Роккаразо розташоване на відстані близько 135 км на схід від Рима, 85 км на південний схід від Л'Акуїли.
Населення — 1633 особи (2014).
Щорічний фестиваль відбувається 13 серпня. Покровитель — Sant'Ippolito di Roma.

## Демографія
Населення за роками:

Станом на 1 січня 2023 року в муніципалітеті офіційно проживало 87 іноземців з 16 країн, серед них 24 громадяни країн Євросоюзу та 2 громадяни України.

## Сусідні муніципалітети
- Ателета
- Барреа
- Кастель-ді-Сангро
- Пескокостанцо
- Ривізондолі
- Сан-П'єтро-Авеллана
- Сконтроне